# Tahkuranna kommun
Tahkuranna vald är en kommun i Estland.   Den ligger i landskapet Pärnumaa, i den sydvästra delen av landet, 130 km söder om huvudstaden Tallinn.
Följande samhällen finns i Tahkuranna vald:
- Uulu
- Reiu
- Laadi
- Tahkuranna